# Кадзидло (гмина)
Кадзидло (пол. Kadzidło) — сельская гмина (волость) в Польше, входит как административная единица в Остроленкский повет, Мазовецкое воеводство. Население — 11 007 человек (на 2004 год).

## Демография
| Перепись                       | Всего   | Всего | Женщины | Женщины | Мужчины | Мужчины |
| ------------------------------ | ------- | ----- | ------- | ------- | ------- | ------- |
| Единицы                        | человек | %     | человек | %       | человек | %       |
| Население                      | 11 007  | 100   | 5356    | 48,7    | 5651    | 51,3    |
| Плотность населения (чел./км²) | 42,5    | 42,5  | 20,7    | 20,7    | 21,8    | 21,8    |

## Сельские округа
1. Бжозова
2. Бжозувка
3. Чарня
4. Худек
5. Дылево-Нове
6. Дылево
7. Голянка
8. Грале
9. Глеба
10. Язгарка
11. Еглиёвец
12. Кадзидло
13. Кежек
14. Климки
15. Кробя
16. Кучиньске
17. Пясечня
18. Росош
19. Сярча-Лонка
20. Суль
21. Стшалки
22. Татары
23. Тодзя
24. Вах
25. Караска
26. Подгуже

## Соседние гмины
1. Гмина Бараново
2. Гмина Лелис
3. Гмина Лысе
4. Гмина Мышинец
5. Гмина Збуйна